# Spindown
Als Spindown wird in der EDV das Herunterregeln der Umdrehungszahl eines Datenträgers wie z. B. einer CD-ROM oder der Festplatte bezeichnet.
Bei Notebooks hilft der Spindown, die Akkulaufzeit zu verlängern. Bei einem CD-ROM-Laufwerk lässt sich der Geräuschpegel durch eine geringere Umdrehungszahl reduzieren. Die Spindown-Zeit der Festplatte kann zumeist in den Energieoptionen des Betriebssystems eingestellt werden, während für das CD-ROM-Laufwerk eine externe Software benötigt wird.